# Ульянов, Афанасий Иванович
Афанасий Иванович Ульянов (в некоторых источниках отчество — Васильевич; 5 июля 1846 — ?) — генерал-лейтенант Российской императорской армии; участник Первой мировой войны; кавалер семи орденов.

## Биография
Родился 5 июля 1846 года. По вероисповеданию — православный.
Окончил классическую гимназию. В Российской императорской армии с 1 августа 1865 года. Окончил Тифлисское пехотно-юнкерское училище по первому разряду, был выпущен в Кавказский линейный батальон № 30.  3 октября 1867 года получил чин прапорщика. 22 сентября 1871 года получил чин подпоручика. 23 марта 1874 года получил чин поручика. 30 августа 1879 года получил чин штабс-капитана. 27 августа 1883 года был назначен старшим адъютантом штаба местных войск. 2 ноября 1884 года получил чин капитана. 2 апреля 1886 года был назначен смотрителем госпиталя. 1 января 1890 года получил чин подполковника. 16 июля 1896 года был назначен начальником Тифлисской военно-фельдшерской школы.  6 декабря 1898 года получил чин полковника с формулировкой «за отличие». 4 сентября 1905 года был назначен начальником Тифлисского военного госпиталя. 6 декабря 1906 года получил чин генерал-майора с формулировкой «за отличие». 19 июля 1912 года получил чин генерал-лейтенанта и по состоянию здоровья был уволен со службы с правом ношения мундира и пенсией.
После начала Первой мировой войны был восстановлен на службе в том же чине. С 12 февраля 1915 года по 28 мая 1916 года был комендантом города Александрополь. С 28 мая 1916 года по 13 апреля 1917 года состоял в распоряжении Главнокомандующего Кавказской армией. По состоянию на 10 июля 1917 года находился в том же чине и той же должности. С 13 апреля по 23 июня 1917 года был начальником санитарной части Кавказского фронта. 23 июня 1917 года был уволен со службы из-за болезни.

## Награды
- Орден Святого Владимира 3-й степени (1910)[1];
- Орден Святого Владимира 4-й степени (1903)[1];
- Орден Святой Анны 1-й степени (20 декабря 1915)[1];
- Орден Святой Анны 2-й степени (1904)[1];
- Орден Святой Анны 3-й степени (1901 или 1903)[1];
- Орден Святого Станислава 1-й степени (29 ноября 1915)[1];
- Орден Святого Станислава 3-й степени (1895)[1].